# Zeloasperisporium hyphopodioides
Zeloasperisporium hyphopodioides är en svampart som beskrevs av R.F. Castañeda 1996. Zeloasperisporium hyphopodioides ingår i släktet Zeloasperisporium och familjen Venturiaceae.   Inga underarter finns listade i Catalogue of Life.